# Gigante (Huila)
Gigante é um município da Colômbia, localizado no departamento de Huila.